# 山門

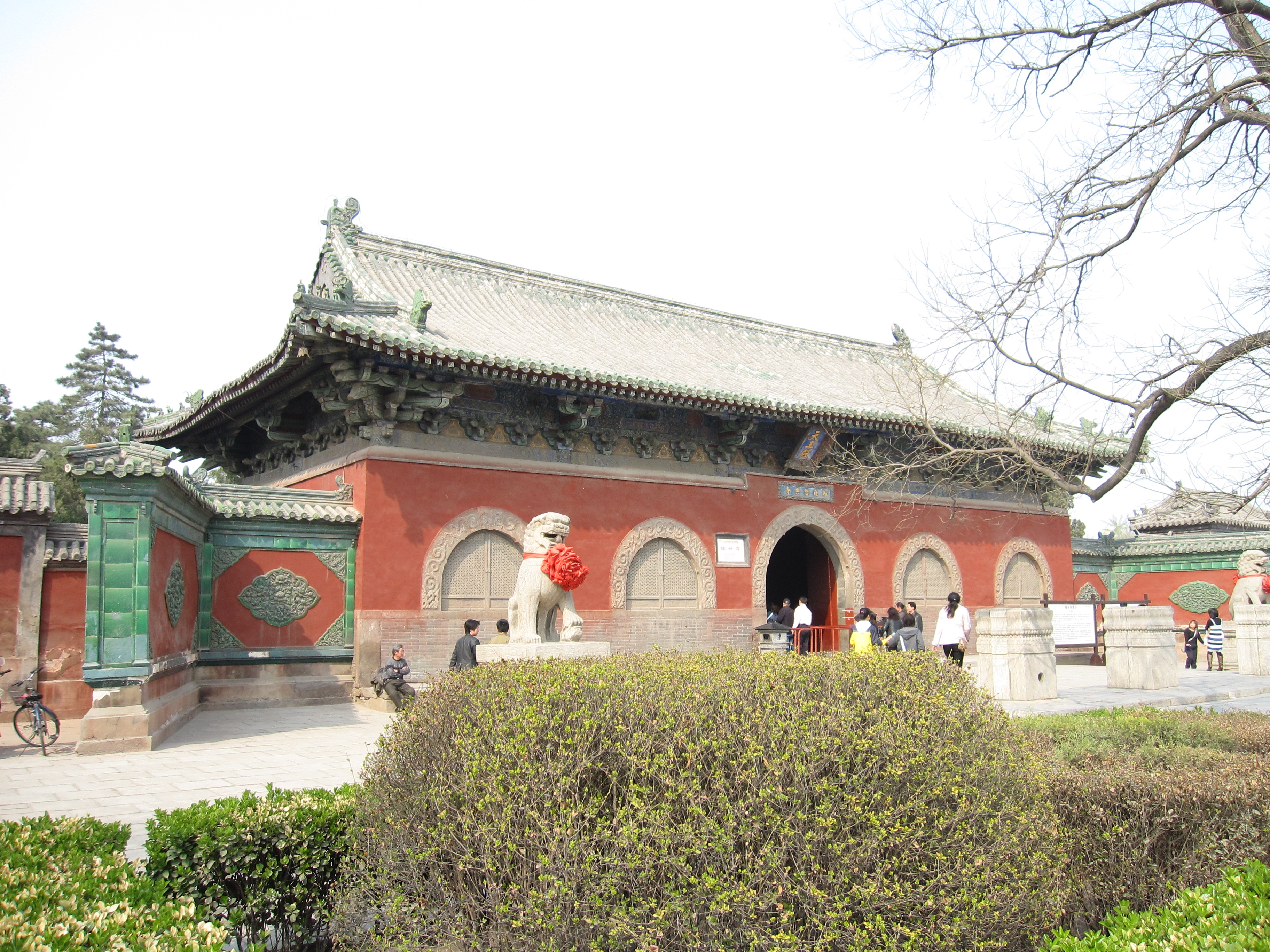
正定隆兴寺山门（天王殿）

山門，指寺院或寺院的大門或山居之門、山的入口，佛教將空門、無相門與無作門稱作「三門」，後泛指寺院的大門，即山門，「三門」三解脫門，禪剎七堂伽藍之一，是漢傳佛教佛寺建築中的大門建築名稱。北宋類書 《釋氏要覽》卷上 《住處》曰：「凡寺院有開三門者，只有一門亦呼為三門者何也？佛地論云：大宮殿三解脫門為所入處，大宮殿喻法空涅槃也。三解脫門謂空無相無作，今寺院是持戒修道求至涅槃人居之，故由三門入也。」山門又作山寺，為寺院之別名，猶如沙門。

## 词源学
山门又名三门，象征佛教中的“三门解脱”，即空门、无相门、无愿门。

## 建筑形式
中国汉传佛教寺院的山门殿通常是三门并立，中间一个大门，两旁各有一个对称的小门。小型寺院只有三张门的山门，而大型寺院通常是殿堂式的山门，叫做山门殿。

## 供奉
山门殿内左右一般伫立着一尊手持金刚杵的天神像，叫金刚力士，又名夜叉神、执金刚。金刚原本是古印度神话中众神之王因陀罗的兵器金刚杵，在佛教中是坚固、锐利、无坚不摧的象征，金刚力士就是手持金刚杵护卫佛法的力士。
古印度佛教金刚力士本来只有一位，佛教传入中国之后，因为中国人讲究对称的习惯，化身为二，给佛寺把守山门。金刚力士头戴宝冠，睁眼鼓鼻，上身裸露，体魄雄健，手持金刚杵，神态威严。左边的金刚力士张着嘴，名叫“哈将军”，右边的金刚力士闭着嘴，名叫“哼将军”，张口的发“阿”声，闭口的发“吽”声，这两个音是梵语开头和结尾的两个音，代表一切语言的根本，里面蕴藏着深厚的佛法玄机。在日本佛教中，两位金刚力士名叫“阿形”和“阿吽”。